# ファローフィールド駅
ファローフィールド駅（英語：Fallowfield Train Station）はカナダオンタリオ州オタワ バーヘイブン、ファローフィールド・ロード3347にある駅。カナダ各地を結ぶVIA鉄道が乗り入れている。

## 概要
当駅は有人駅であり、車いすでの利用が可能。

## 利用可能な鉄道路線／列車
VIA鉄道の停車する列車は下記の通り。
ファローフィールド / オタワとモントリオール / ケベック・シティー間の昼行中距離列車コリドー号 …モントリオール方面 2本/日 出発（平日）
トロントとオタワ間の昼行中距離列車コリドー号 …トロント方面 8本/日、オタワ方面 8本/日 出発（平日）

## バス
当駅から乗車できるバスは以下の通り。
路線バス OCトランスポ (OC Transpo) …94系統、95系統、170系統、171系統 

## 駅周辺
- オタワグリーンベルト （Ottawa Greenbelt）
- ウッドロフ大通り（Woodroffe Avenue）
- キャピタル・パスウェイ自転車歩行者専用道路（Capital Pathway）
- ガブリエル・ピザ（Gabriel Pizza）
- マクドナルド
- ティムホートンズ